# ماتام
ماتام (به لاتین: Matam) یک منطقهٔ مسکونی در سنگال است که در بخش ماتم واقع شده‌است. ماتام ۱۷٬۳۲۴ نفر جمعیت دارد.